# Botoșești-Paia
Botoșești-Paia è un comune della Romania di 937 abitanti, ubicato nel distretto di Dolj, nella regione storica dell'Oltenia.